# Павлов, Сергей Борисович
Сергей Борисович Павлов (род. 6 января 1959) — советский хоккеист, нападающий.
Начинал играть в команде первой лиги «Молот» Пермь (1975/76 — 1976/77). Два сезона провёл в команде второй лиги СКА (Свердловск). В сезонах 1979/80 — 1980/81 играл в высшей лиге за СКА (Ленинград). Четыре сезона провёл в СКА (Новосибирск), после чего завершил карьеру.
Член Зала славы Санкт-петербургской хоккейной лиги.